# 阔瓣珍珠菜
阔瓣珍珠菜（学名：Lysimachia platypetala）为报春花科珍珠菜属的植物，是中国的特有植物。分布于中国大陆的云南、四川等地，生长于海拔2,000米至2,500米的地区，常生于山谷溪边和林缘，目前尚未由人工引种栽培。